# Franz Müntefering
Franz Müntefering (Arnsberg, 16 gennaio 1940) è un politico tedesco.

## Biografia
Nato a Neheim, ora parte di Neheim-Hüsten, si iscrisse all'SPD, il partito socialdemocratico tedesco nel 1966. Deputato dal 1975 al 1992 e poi di nuovo dal 1998, dal 1995 al 1998 è stato membro del parlamento del Land Renania Settentrionale-Vestfalia. In quegli anni ha rivestito anche la carica di presidente del partito.
Dopo una breve parentesi come Ministro dei Trasporti nel I Governo Schröder, diventò segretario generale del partito dal 1999 al 2002, nonché capogruppo parlamentare dell'SPD al Bundestag. Designato a succedere a Gerhard Schröder, nell'aprile 2005, Müntefering criticò aspramente il capitalismo selvaggio che, a suo dire, era ormai prevalente in Germania, proponendo più intervento dello Stato nell'economia per garantire maggior giustizia sociale. In un celebre discorso, arrivò a paragonare i fondi di private equity a delle "locuste", pubblicandone poi una lista. Le sue considerazioni innescarono un dibattito serrato nell'opinione pubblica e, benché attaccato da molte imprese ed economisti, Müntefering si vide appoggiato, secondo alcuni sondaggi, da circa il 75% dei tedeschi.
Dopo le elezioni federali del 2005, in un'elezione preliminare per la carica di Segretario generale del partito, appoggiò la candidatura di Kajo Wasserhövel, battuto però dall'esponente dell'ala radicale dell'SPD, Andrea Nahles. Dimessosi da presidente del partito, venne rimpiazzato da Matthias Platzeck nel novembre del 2005. Nominato Ministro del lavoro e degli affari sociali e Vice-Cancelliere nel Gabinetto di Angela Merkel, ha lasciato il suo incarico due anni più tardi per assistere la moglie Ankepetra, da tempo gravemente malata.
Dopo la morte della moglie e in seguito alle dimissioni di Kurt Beck dalla carica di presidente del partito, il 7 settembre 2008 è stato chiamato da Frank-Walter Steinmeier, candidato Cancelliere, a ricoprire che era già stata sua. La sua elezione è avvenuta in un congresso speciale del partito dell'ottobre 2008.
Dopo la rovinosa sconfitta della SPD alle elezioni federali del 2009, Müntefering si è dimesso da presidente del partito. Il 13 novembre 2009 il congresso della SPD, riunito a Dresda, ha nominato suo successore Sigmar Gabriel.